# 圣母诞辰大教堂 (顿河畔罗斯托夫)
47°13′02″N 39°42′41″E / 47.2172°N 39.7115°E
圣母诞辰大教堂（俄语：Кафедральный собор во имя Рождества Пресвятой Богородицы）是一座建於1860年，位於顿河畔罗斯托夫的大教堂，设计者为建筑师康斯坦丁·安德烈耶維奇·托恩。1937年，该教堂被关闭。1999年，在罗斯托夫市成立250周年之际，它的钟楼得以修复。